# XIII (album Mushroomhead)
XII – piąty album studyjny amerykańskiej grupy muzycznej Mushroomhead.

## Lista utworów
1. "Kill Tomorrow" - 3:45
2. "Sun Doesn't Rise" - 3:12
3. "Mother Machine Gun" - 4:16
4. "Nowhere to Go" - 3:42
5. "Becoming Cold (216)" - 4:25
6. "One More Day" (feat. Devon Gorman) - 3:36
7. "The Dream Is Over" (feat. Jens Kidman) - 3:15
8. "The War Inside" - 2:58
9. "Almost Gone" - 4:01
10. "Eternal" - 3:12
11. "Our Own Way" (feat. Devon Gorman) - 3:40
12. "Thirteen" - 9:31
13. "Treason" (UK Bonus Track) - 2:34
14. "Loop #6" (UK Bonus Track) - 3:34

## Twórcy
- Jeffrey Nothing - śpiew, autor tekstów
- J Mann - śpiew, autor tekstów
- Gravy - gitara
- Bronson - gitara
- Pig Benis - gitara basowa
- Shmotz - instrumenty klawiszowe
- Skinny - bębny, perkusja, produkcja
- ST1TCH - Sample, gramofony